# Comuna Valuiske, Stanîcino-Luhanske
Valuiske (în ucraineană Валуйське) este o comună în raionul Stanîcino-Luhanske, regiunea Luhansk, Ucraina, formată din satele Bolotene, Makarove, Sîze și Valuiske (reședința).

## Demografie
Componența lingvistică a comunei Valuiske
     Rusă (90,97%)
     Ucraineană (8,8%)
     Alte limbi (0,04%)
Conform recensământului din 2001, majoritatea populației comunei Valuiske era vorbitoare de rusă (90,97%), existând în minoritate și vorbitori de ucraineană (8,8%).